# NGC 7832
NGC 7832 is een elliptisch sterrenstelsel in het sterrenbeeld Vissen. Het hemelobject werd op 20 september 1784 ontdekt door de Duits-Britse astronoom William Herschel.

## Synoniemen
- IC 5386
- MCG -1-1-33
- PGC 485